# Úmonín (zámek)
Úmonín je zámek ve stejnojmenné vesnici jižně od Kutné Hory ve Středočeském kraji. Jeho předchůdcem bývala středověká tvrz, postupně přestavovaná v renesančním a barokním slohu. Po většinu své existence zámek sloužil jako vrchnostenské sídlo malého panství, jehož majitelé se často střídali. Patřili k nim Kaplířové ze Sulevic nebo Robmhapové ze Suché. Dochovaná podoba zámecké budovy je výsledkem novorenesančních úprav provedených ve druhé polovině devatenáctého století. Zámecký areál je chráněn jako kulturní památka.

## Historie
Předchůdcem úmonínského zámku bývala tvrz. Není jasné, kdy byla založena, ale podle Augusta Sedláčka mohla existovat už ve čtrnáctém století. První písemná zmínka o Úmoníně pochází z roku 1289, kdy vesnici vlastnil Jan z Úmonína. Po něm se jako vlastníci střídali další zemané, kteří používali přídomek z Úmonína. Patřili k nim Vesel a Bun z Úmonína, roku 1318 předvolaní k zemskému soudu, a po nich v letech 1356–1360 bratři Příbák a Slavibor z Úmonína. Na konci čtrnáctého století byl majitelem dvora, u kterého byla úmonínská tvrz nejspíše postavena, měšťan Kryštof Pisk.
Písemnými prameny je tvrz doložena v roce 1411, kdy byla majetkem Zdislava ze Lhoty, který z ní platil jakési roční úroky. Zdislav zemřel v roce 1415 a dalším známým majitelem statku se stal Beneš z Řepčic a z Paběnic. Ten podepsal dlužní úpis ve výši tří tisíc kop grošů, který pojistil příslušenstvím úmonické a paběnické tvrze a dvora v Lhotě. Věřiteli byli jeho manželka Jarka, Jan ze Smržova a z Kostelce, Štěpán z Čestic a Jan Kaplíř ze Sulevic. V roce 1437 z nich byl naživu pouze Jan Kaplíř, kterému tak úmonínský statek připadl. Později Úmonín přenechal Bohuslavovi z Košína, po němž zdědilo majetek několik synů. Z nich Úmonín dostal Jindřich z Košína a 21. července 1457 prodal městečko Paběnice s tvrzí, tvrz v Úmoníně, poplužní dvůr ve Lhotě s dalším majetkem za 300 kop grošů svému příbuznému Janovi z Košína.

### Salavové z Lípy
Další majitelé jsou až do začátku šestnáctého století neznámí. Tehdy statek patřil Jiřímu Hášovi z Újezda, po kterém ho v roce 1535 zdědila dcera Magdaléna, provdaná za Jana Salavu z Lípy († 1560). Magdaléně patřily také Malešov a Perštejnec, takže 18. srpna 1562 zapsala úmonínskou tvrz s poplužním dvorem a vsí, Olšany a pustou ves Lhotu Janovi mladšímu Salavovi z Lípy na Lhoticích, který však měl svým bratrům Jiřímu, Jindřichovi a Mikulášovi vyplatit 500 kop grošů. Tvrz v Úmoníně pak byla Janovým sídlem až do jeho smrti v roce 1587. Někdy v té době proběhla renesanční přestavba staré tvrze.
Veškerý Janův majetek si rozdělili jeho synové Jindřich, Matěj, Václav a Mikuláš. Úmonín s Březovou připadl Jindřichovi, který se oženil s Eliškou Robmhapovou ze Suché. Roku 1594 jí na tomto majetku zapsal věno ve výši 3 750 kop grošů. Jindřich zemřel v roce 1599. Jeho bratři v roce 1600 vyplatili Eliščino věno a spravovali statek za nezletilé děti Jana a Jindřicha Matěje. Panství však bylo zadlužené, a proto jej komisaři zemského soudu v roce 1603 prodali Mikulášovi Salavovi z Lípy na Lhotě za 5 500 kop českých grošů. Při prodeji byl u tvrze uveden pivovar. Mikuláš ve své poslední vůli z 2. prosince 1624 Úmonín odkázal své druhé manželce Kateřině z Kokořova a jediná dcera z prvního manželství, Kateřina Anna, dostala Novou Lhotu, Lhotku a Olšany.

### Sedmnácté století
Vdova Kateřina se podruhé provdala za nejvyššího písaře Oldřicha Sezimu Karla ze Skuhrova. Narodily se jim dcery Ludmila Magdaléna a Alžběta Kateřina, které po matčině smrti zdědily úmonínský statek a 23. září 1656 se o něj rozdělily. Alžběta Kateřina dostala Čestín a Ludmile připadl Úmonín a dva domy v Novém Městě. Ludmila zemřela roku 1661 a její majetek zdědil manžel Karel Adam Lev z Říčan a na Louňovicích a Odlochovicích. Už 10. listopadu 1661 Úmonín prodal za 7 500 zlatých hejtmanovi malešovského panství Tomáši Ferdinandovi Popovskému ze Scharfenbachu. Ten statek roku 1664 rozšířil o Švábínov a Vernýřov a o pět let později o Mezholezy. V letech 1685–1686 přestavěl zámek v barokním slohu. Na stavbě se údajně podíleli Turci zajatí při obléhání Vídně v roce 1683.
Tomáš Ferdinand Popovský se roku 1686 podruhé oženil. Vzal si Helenu Markétu z Kalenic, ale zemřel už sto dní po svatbě. Jeho synové Karel Ladislav, Leopold František Antonín, Ferdinand Leopold a Tomáš Ludvík své nevlastní matce věnovali podíl na úmonínském statku ve výši 1 500 zlatých. Karel Ladislav 24. ledna 1686 koupil podíly svých bratrů a vlastnil celý statek (Úmonín, Vernýřov a Mezholezy) do roku 1701, kdy je 7. května prodal hraběti Gotvaldu Františkovi Čabelickému ze Soutic za 39 tisíc zlatých.

### Osmnácté století
V roce 1706 se majitelem panství stal Jan Ferdinand Robmhap ze Suché, ale už o tři roky později je prodal svému strýci Jindřichu Karlovi z Osteinu na Malešově a Suchdole, který úmonínský statek spojil s malešovským panstvím. Zámek v Úmoníně pak využívali jen úředníci. V roce 1725 Jindřich Karel celé panství prodal hraběti Karlu Jáchymovi z Bredova. Karel Jáchym se postupem času velmi zadlužil a jeho majetek roku 1738 připadl věřitelům. Úmonín se šesti vesnicemi byl znovu oddělen a roku 1746 jej koupili kutnohorští jezuité, kteří jej spojili s Křeseticemi. Na úmonínském zámku přestavěli kapli a celý zámek jim sloužil jako letní sídlo.

### Novodobé dějiny
Po zrušení jezuitského řádu zámek připadl náboženskému fondu, který jej nijak nevyužíval. Teprve v roce 1813 zámek začal sloužit jako vojenská nemocnice. Vrchnostenským sídlem se znovu stal roku 1824, kdy křesetické panství koupil Jan František Svoboda. Nový majitel bydlel na zámku v Úmoníně, zatímco úřednická správa sídlila v Křeseticích. Za něj byl přilehlý hospodářský dvůr empírově upraven a na západní straně zámku vznikla zahrada s parkem. Po Janu Františku Svobodovi zámek získala jeho vnučka Johana, která se provdala za Kristiána Schäfra. Manželé nechali zámek upravit novorenesančním stylu (bývá uváděn také pozdní klasicismus).
V roce 1949 zámek připadl státu a brzy poté místnímu národnímu výboru, který v budově zřídil kanceláře, knihovnu a byty. Přízemní prostory využívalo jednotné zemědělské družstvo. Na konci sedmdesátých let dvacátého století se budova stala majetkem Agropodniku Kutná Hora, který v její části zřídil internát středního odborného učiliště.
V roce 2002 proběhla rozsáhlá rekonstrukce zámku. Ten patří soukromému majiteli a veřejnosti je nepřístupný.

## Stavební podoba
Jádrem zámku je raně barokní jednopatrová čtyřkřídlá budova s valbovou střechou. V jejím východním křídle se nejspíše dochovaly pozůstatky starší stavby. Zámecká křídla obklopovala centrální nádvoří, kolem kterého vedly arkády. Přízemí sloužilo provozním účelům a panské pokoje se nacházely v prvním patře. Popis z roku 1738 dokládá tehdejší existenci věže, šindelové střechy a průjezdu se sousedními klenutými místnostmi, z nichž tři sloužily jako byt purkrabího.
Dochovaná podoba je výsledkem novorenesanční přestavby, ale přesto je patrná řada barokních prvků jako jsou vstupní portál na západní straně nebo klenby z jezuitských úprav v osmnáctém století. Arkády byly zazděny. Od východního křídla vybíhají dvě dlouhé empírové budovy hospodářského dvora s dórskými sloupy a plackovými klenbami. Do zámeckého areálu vedou dva vstupy. Severní příjezdovou cestu lemuje alej, u jejíhož začátku stojí socha svatého Jana Nepomuckého, a druhá brána vede od jihu z přilehlé vesnice.
K památkově chráněnému areálu patří kromě zámku také obě hospodářské budovy, vepřín, dům u brány, socha svatého Jana Nepomuckého, alej a park s ohradní zdí.